# 김창욱 (축구 선수)
김창욱(한국 한자: 金滄旭, 1992년 12월 4일 ~ )은 대한민국의 축구 선수이며 포지션은 미드필더이다.

## 축구인 경력

### 동의대학교
동의대학교에 전액 장학금을 받고 진학하였다. 2014년 U리그에서 25경기 전 경기에 풀타임 출장하였다. 순간 스피드와 뛰어난 체력이 눈에 띄어 서울 이랜드 FC 마틴 레니 감독의 팀 구상에 포함되었다.

### 서울 이랜드 FC
2015년 신생팀 서울 이랜드 FC에 입단하였다. 4월 15일 2015 시즌 3라운드 상주 상무와의 원정 경기에서 선발 출전하며, 본인의 프로 무대 데뷔전을 치렀다. 김창욱은 2015 시즌 29경기에 출전하며, 신인 선수임에도 팀에서 자리를 잡아 활약하였다. 공격포인트로는 2도움을 기록했다.
2016 시즌 첫 네 경기에는 모두 선발 출전하였으나, 이 후 김준태, 윤성열, 전민광, 신일수 등에게 중원 자리 싸움에서 밀려 출전 시간이 급격하게 줄어들었다. 2016 시즌에는 총 11경기에 출전하여 1도움을 기록하였다.
2017 시즌이 시작되기 전, 김창욱은 서울 이랜드 FC에서의 잔류 여부가 불투명하였다. 2월까지 거취가 불투명한 상태였다가, 시즌 시작 직전에야 로스터에 합류하였고, 등번호는 기존의 26번에서 66번으로 밀려났다. 시즌 초반에는 새로운 사령탑 김병수의 계획에 없던 것으로 보였으며, 16라운드까지 단 2회 출장에 그쳤다. 그러나 6월 18일 17라운드 수원 FC와의 원정 경기에서 교체 투입되는 것을 시작으로, 주전 경쟁에서 살아남아 시즌 종료까지 1경기 경고 누적 결장을 제외하고 전 경기에 출전하였다. 7월 1일 19라운드 부산 아이파크와의 홈 경기에서 중거리 슛을 성공시키며, 서울 이랜드에서의 첫 번째 골을 기록하였다. 7월 30일 20라운드(연기 된 라운드) 안산 그리너스 FC와의 홈 경기에서 1골 1도움을 기록하기도 하였다. 김창욱은 2017 시즌 21경기에 출장하여 2골 3도움을 기록하였다.
2018 시즌 7라운드가 열린 4월 14일 FC 안양전과의 홈 경기에 84분 경 조재완과 교체 투입되었고, 공격형 미드필더 자리에 들어가며 그라운드 복귀 전을 치렀다.

## 통계
2018년 9월 22일 기준
| 구단 경력   | 구단 경력   | 구단 경력   | 리그   | 리그 | 리그 | FA컵 | FA컵 | FA컵 | 총합   | 총합 | 총합 |
| 시즌        | 소속        | 디비전      | 출장   | 득점 | 도움 | 출장 | 득점 | 도움 | 출장   | 득점 | 도움 |
| ----------- | ----------- | ----------- | ------ | ---- | ---- | ---- | ---- | ---- | ------ | ---- | ---- |
| 2015        | 서울 이랜드 | 2부         | 21(8)  | 0    | 2    | 2    | 0    | 0    | 23(8)  | 0    | 2    |
| 2016        | 서울 이랜드 | 2부         | 9(2)   | 0    | 1    | 2    | 0    | 0    | 11(2)  | 0    | 1    |
| 2017        | 서울 이랜드 | 2부         | 17(4)  | 2    | 3    | 1    | 0    | 0    | 18(4)  | 2    | 3    |
| 2018        | 서울 이랜드 | 2부         | 14(5)  | 0    | 1    | 0    | 0    | 0    | 14(5)  | 0    | 1    |
| 커리어 통산 | 커리어 통산 | 커리어 통산 | 61(19) | 2    | 7    | 5    | 0    | 0    | 66(19) | 2    | 7    |